# Cyklistická trasa 3006

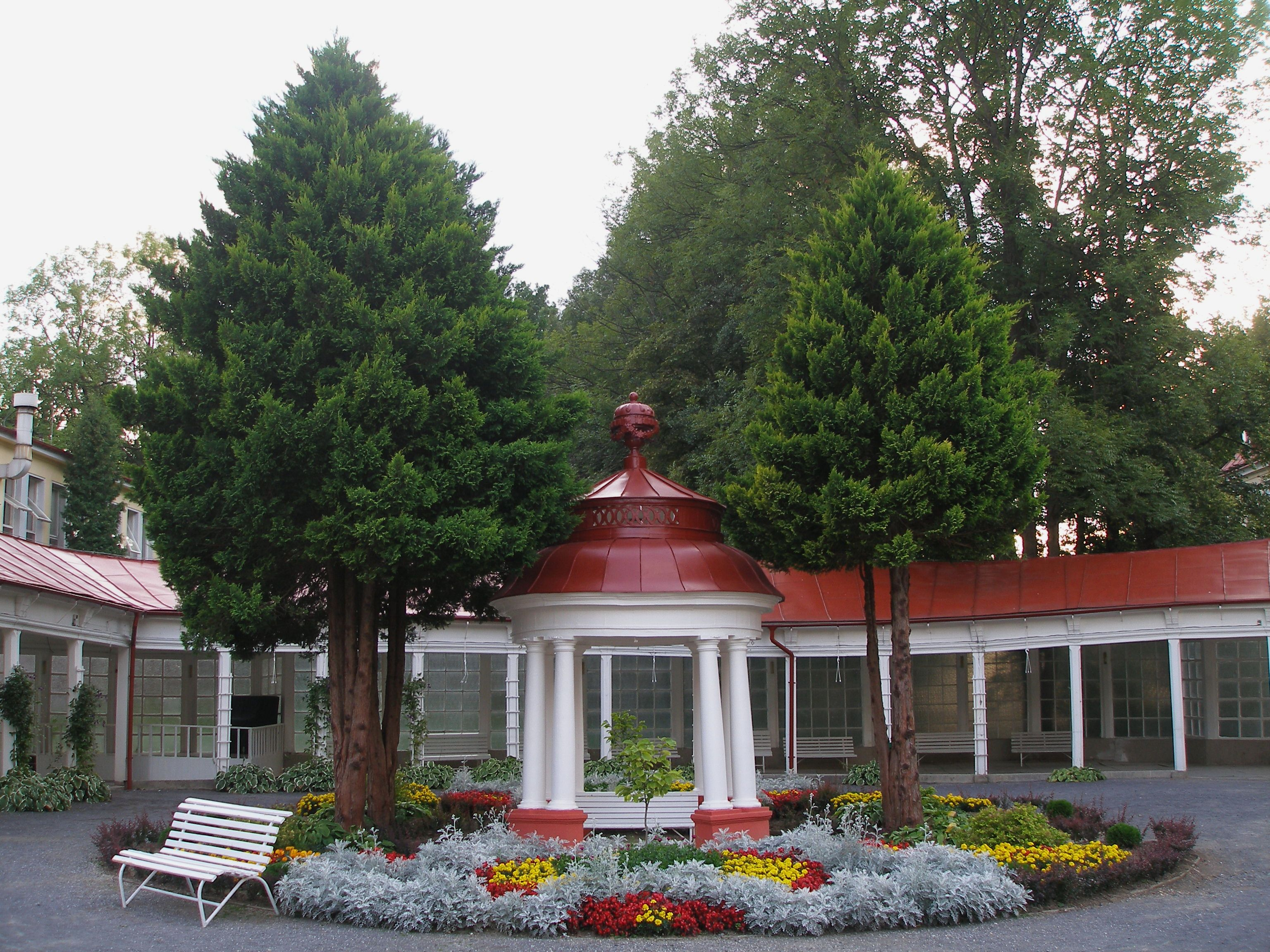
Cyklotrasa prochází kolonádou v Lázních Libverdě

Cyklistická trasa 3006 je značená cyklotrasa v Libereckém kraji spojující Stráž nad Nisou s Filipovkou.

## Popis trasy
Trasa začíná ve Stráží nad Nisou na severozápadním okraji Liberce. Odtud pokračuje na sever Stráže nad Nisou, kde z trasy odbočuje cyklotrasa číslo 3065. Následně se stáčí k východu, prochází Krásnou Studánkou a na severu Radčic z ní odbočuje cyklotrasa číslo 3036. Následně pokračuje severovýchodním směrem do Fojtky, kde z ní odbočuje cyklotrasa číslo 3019. Poté se trasa stočí k západu, z jižní a následně západní strany obchází vodní nádrž Fojtka, až dosáhne Oldřichovské ulice v Mníšku. V těch místech, západně od kostela svatého Mikuláše, se z trasy odbočuje cyklotrasa číslo 22. Následně tyto dvě cyklotrasy souběžně pokračují severovýchodním směrem sledujíce silnici číslo III/2904. Ve vzdálenosti asi 850 metrů jihozápadně od železniční zastávky v Oldřichově v Hájích se trasy rozdělují a cyklotrasa číslo 3006 pokračuje dále severovýchodním směrem míjejíc ze západní strany obce Oldřichov v Hájích i jeho část Filipku. Trasa vystoupá do Jizerských hor, prochází sedlem Hemmrichu (Oldřichovské sedlo) a po vrstevnici se stále klikatí východním směrem, až dosáhne místa na Ferdinandovem, kde z trasy odbočuje cyklotrasa číslo 3064. Pak sestoupí do vesnice a po silnici číslo III/29016 pokračuje severovýchodně k Hejnicím. Na začátku města – před bazilikou Navštívení Panny Marie – odbočuje cyklotrasa číslo 3016. Následně obě cyklotrasy pokračují společně, prochází středem města a na východní straně (na silnici číslo II/290) cyklotrasa 3006 opouští trasy číslo 3016 a ostře se láme k severu. Přechází železniční trať číslo 038 z Raspenavy do Bílého Potoka a kolem hejnického hřbitova stoupá do Lázní Libverdy. Ty po jižní obchvatové komunikaci obchází směřujíce k východu a na křižovatce u místní restaurace Vzlet se ostře stáčí k západu a míří do středu obce na lázeňskou kolonádu. Zde začíná její souběh s cyklotrasou číslo 3063. Spolu procházejí Peklem a na silnici číslo III/29011 severně od Luhu se od cyklotrasy číslo 3063 odděluje a po zmíněné silnici pokračuje severovýchodním směrem až do Ludvíkova pod Smrkem a následně do Nového Města pod Smrkem. Na jeho začátky z cyklotrasy odbočuje trasa číslo 3018, zatímco trasa 3006 přes novoměstské náměstí pokračuje po silnici číslo III/29110 do Dětřichovce až do Jindřichovic pod Smrkem, odkud po silnici číslo III/2915 na křižovatku této komunikace se silnicemi číslo III/2918 a III/2919. Zde se stáčí ostře k severu, prochází Horní Řasnicí, kde se křižuje s cyklotrasou číslo 3059 a následně pokračuje severozápadním směrem až ke státní hranici s Polskem. Tu sleduje procházejíc lesy až dosáhne silnice číslo III/2914 jižně od Dolního Oldřiše. Po ní pokračuje jihozápadním směrem k severnímu okraji Bulovky, kde silnici opouští a po polní cestě vede k Horním Pertolticím. Na jejich východním konci se ostře lomí k severu, pokračuje do obce Háj a odtud severovýchodním směrem na silniční hraničních přechod v Habarticích. Následně se stáčí k jihozápadu do Černous, odkud po silnicích číslo III/0352 a následně III/0353 prochází vedle Černous také Boleslaví, až dosahuje Filipovky, kde je na křižovatce s cyklotrasou číslo 3016 ukončena.